# Mangas.io
Mangas.io est une application française (iOS et Android) de lecture de manga en ligne. Créée en 2019 par Romain Régnier, elle a la particularité de proposer l'accès à l'intégralité de son catalogue à l'abonnement, ce qui lui a valu le surnom du "Netflix du Manga" par la presse,,,.

## Historique
La plateforme web a été lancée le 4 mai 2020 avec une offre à l'abonnement. L'application mobile est ensuite publiée en octobre 2021. L'objectif de Mangas.io est de proposer une alternative légale à la lecture illégale de mangas en ligne sur les sites de scanlation. Aujourd'hui, Mangas.io travaille avec 28 maisons d'édition françaises, notamment :
- Les éditions Akata
- Les éditions Crunchyroll
- Les éditions Delcourt
- Les éditions Glénat
- Les éditions IMHO
- Les éditions Kana
- Les éditions Ki-oon
- Les éditions Komogi
- Les éditions Les Humanoïdes Associés
- Les éditions Mahô
- Les éditions naBan
- Les éditions Nazca
- Les éditions Nouvelle Hydre
- Les éditions Panini

Son catalogue contient plus de 380 mangas, soit environ 2500 tomes. Il est également possible de tester l'application gratuitement pendant 7 jours.
En octobre 2023, la plateforme annonce distribuer pour la première fois en France des mangas de son catalogue dans les TGV InOui.
Elle est présentée lors de l’émission « Qui veut être mon associé ? » du 19 février 2025.  